# Sandro Sukno
Sandro Sukno (né le 30 juin 1990 à Dubrovnik) est un joueur de water-polo croate.
C'est un attaquant de la Pro Recco et de l'équipe nationale Croate avec laquelle il a remporté le titre olympique à Londres en 2012.
Il est le fils de Goran Sukno.